# Garnizon Augustów

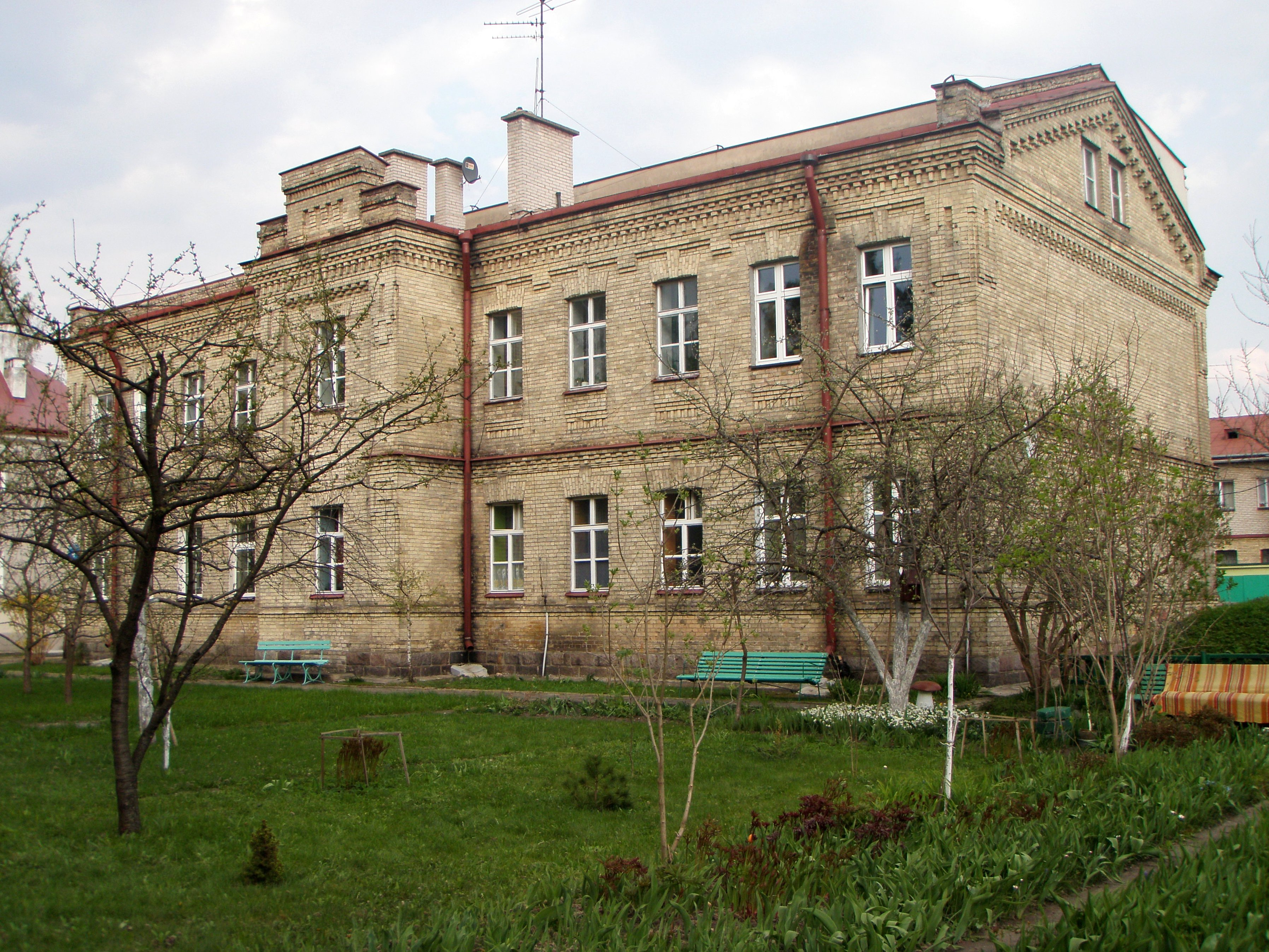
Murowany budynek dawnych koszar

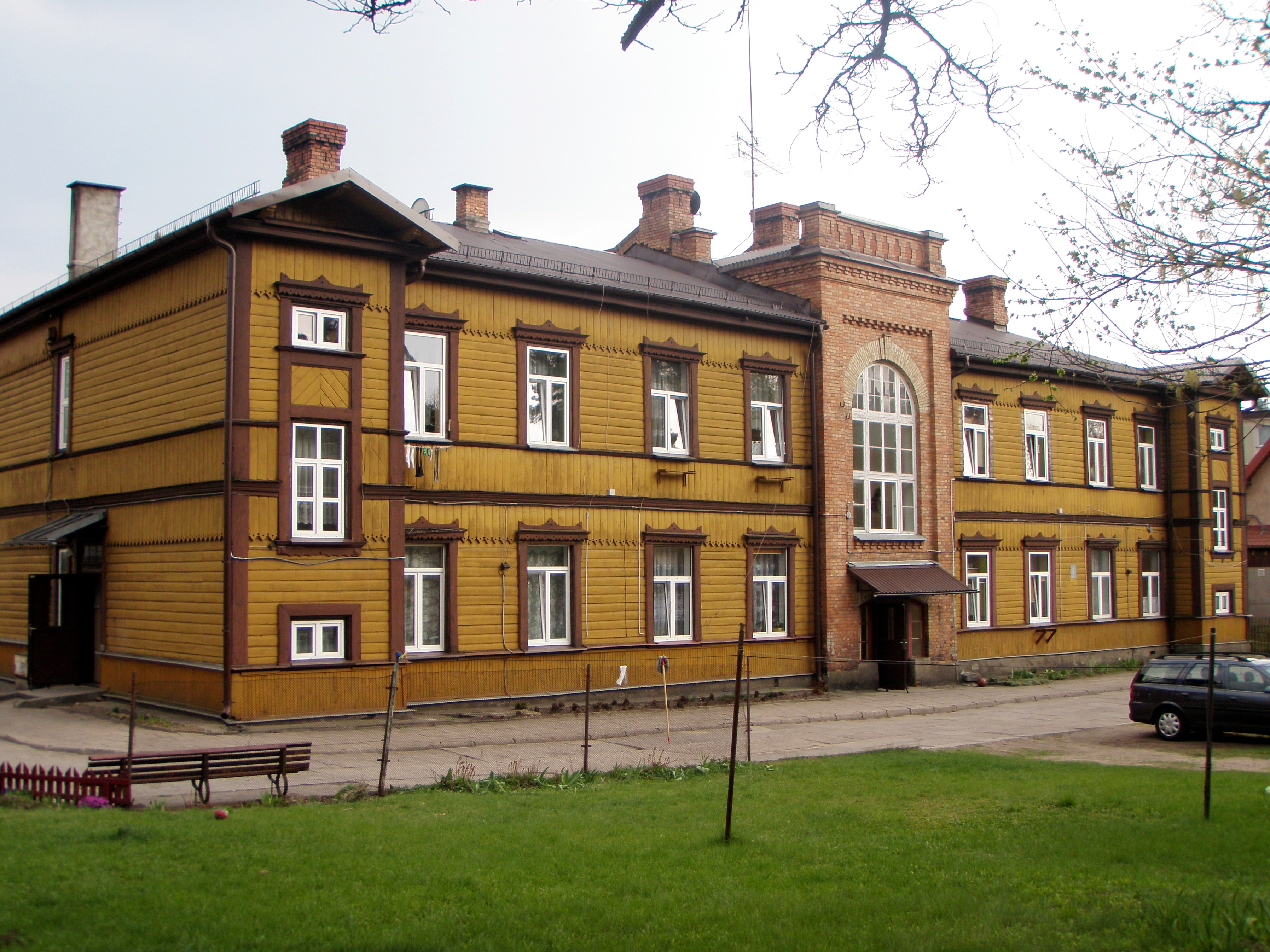
Drewniany budynek dawnych koszar

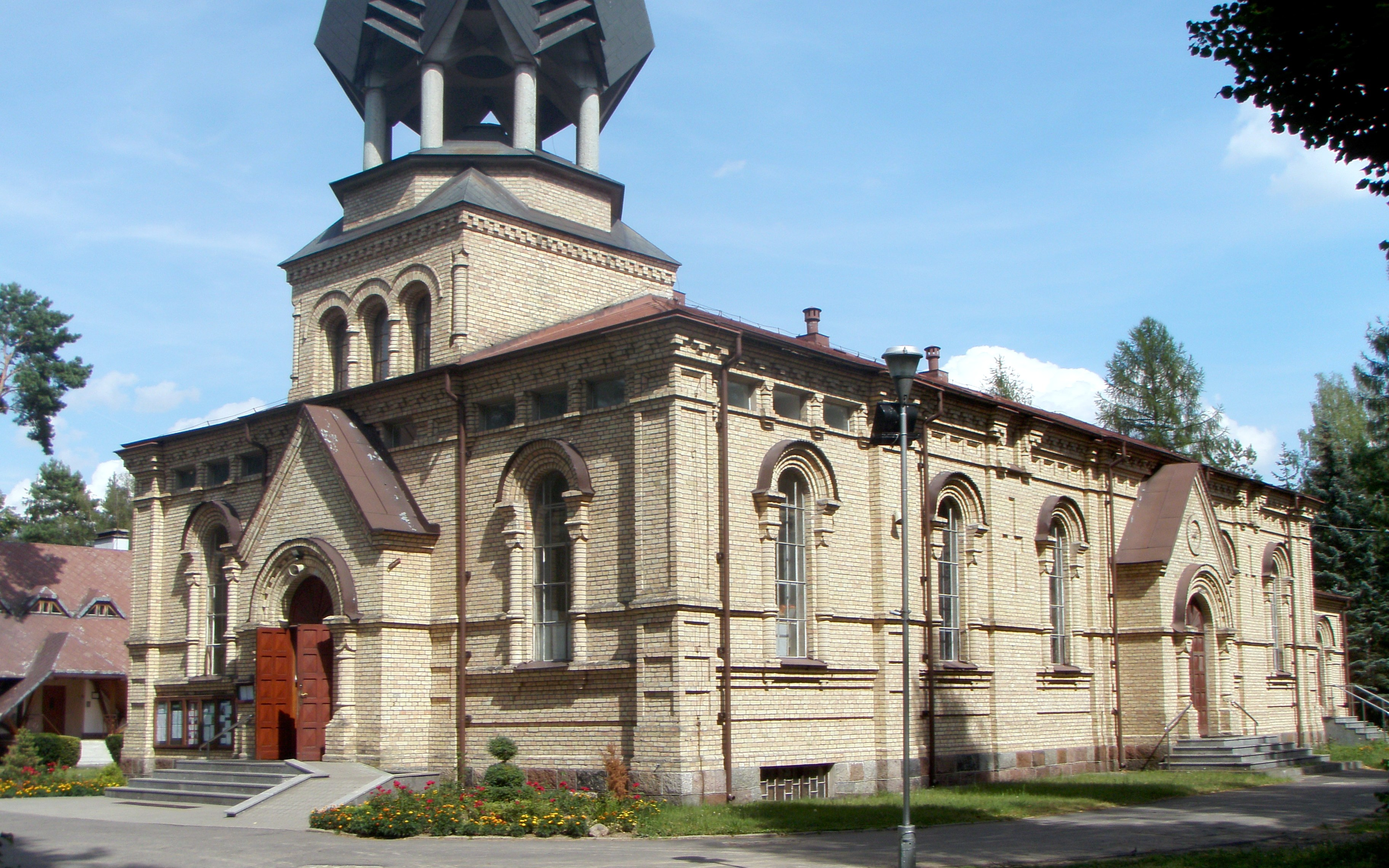
Kościół MB Częstochowskiej, pierwotnie cerkiew garnizonowa

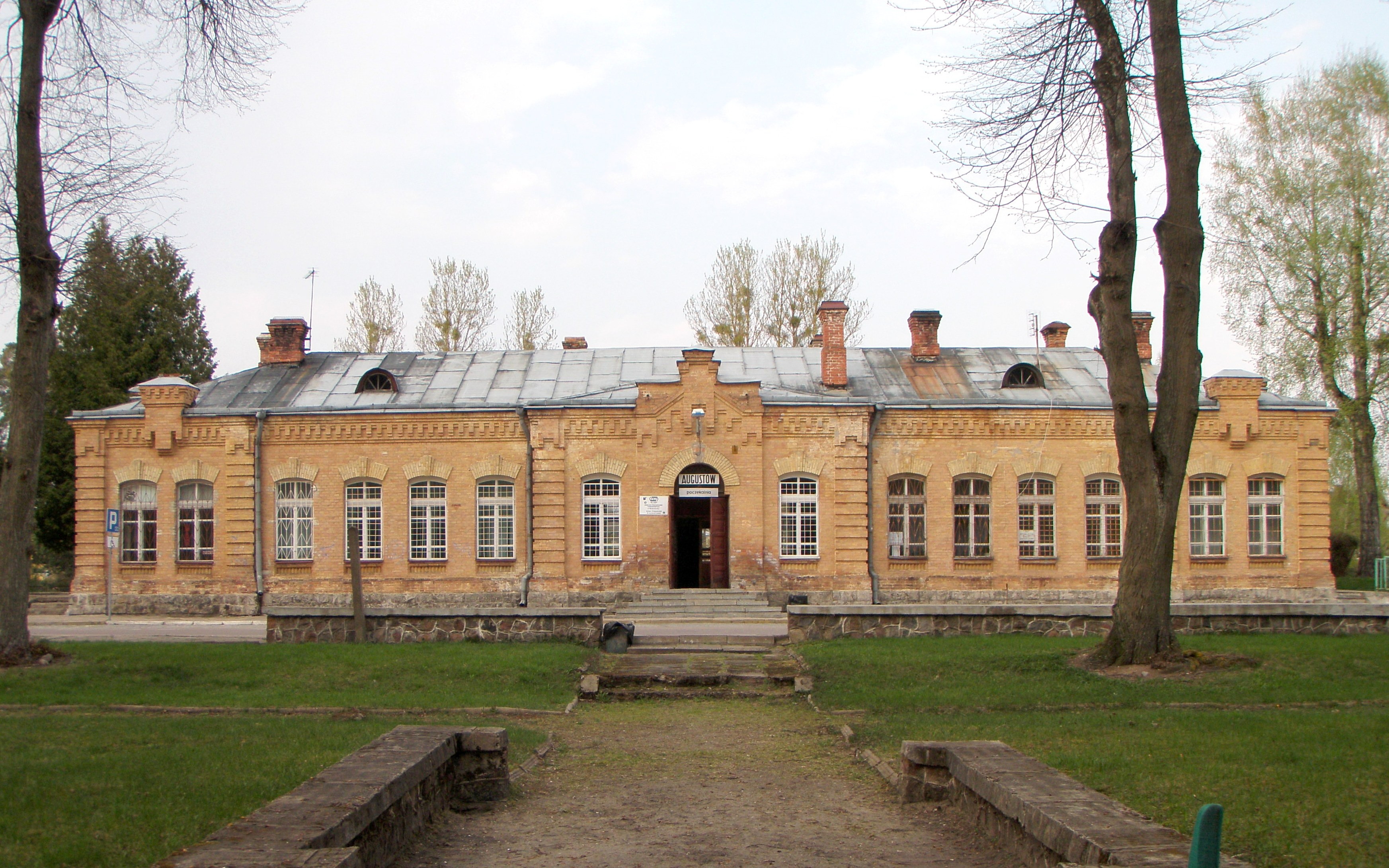
Dworzec na stacji kolejowej obsługującej garnizon

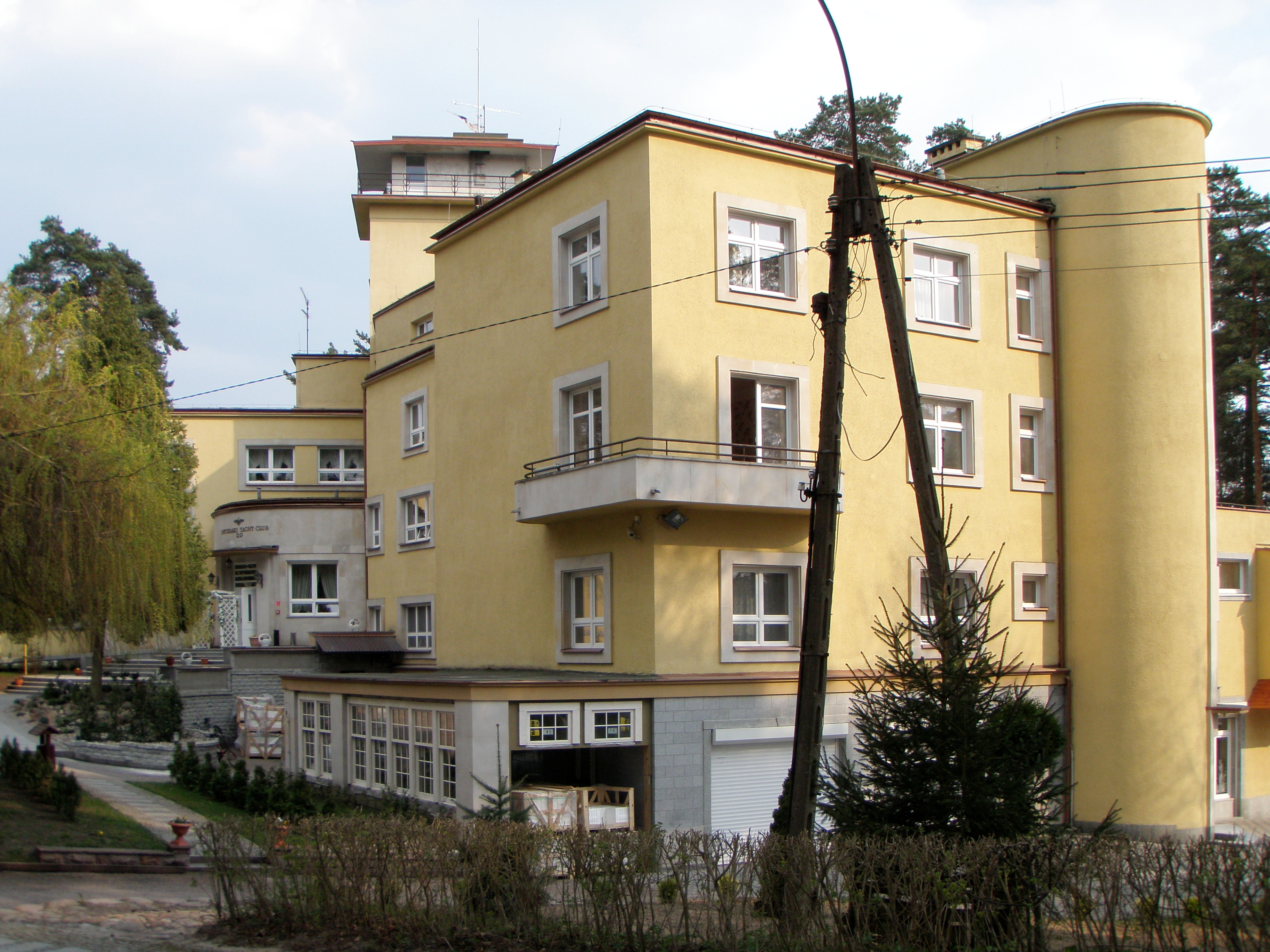
Oficerski Yacht Club

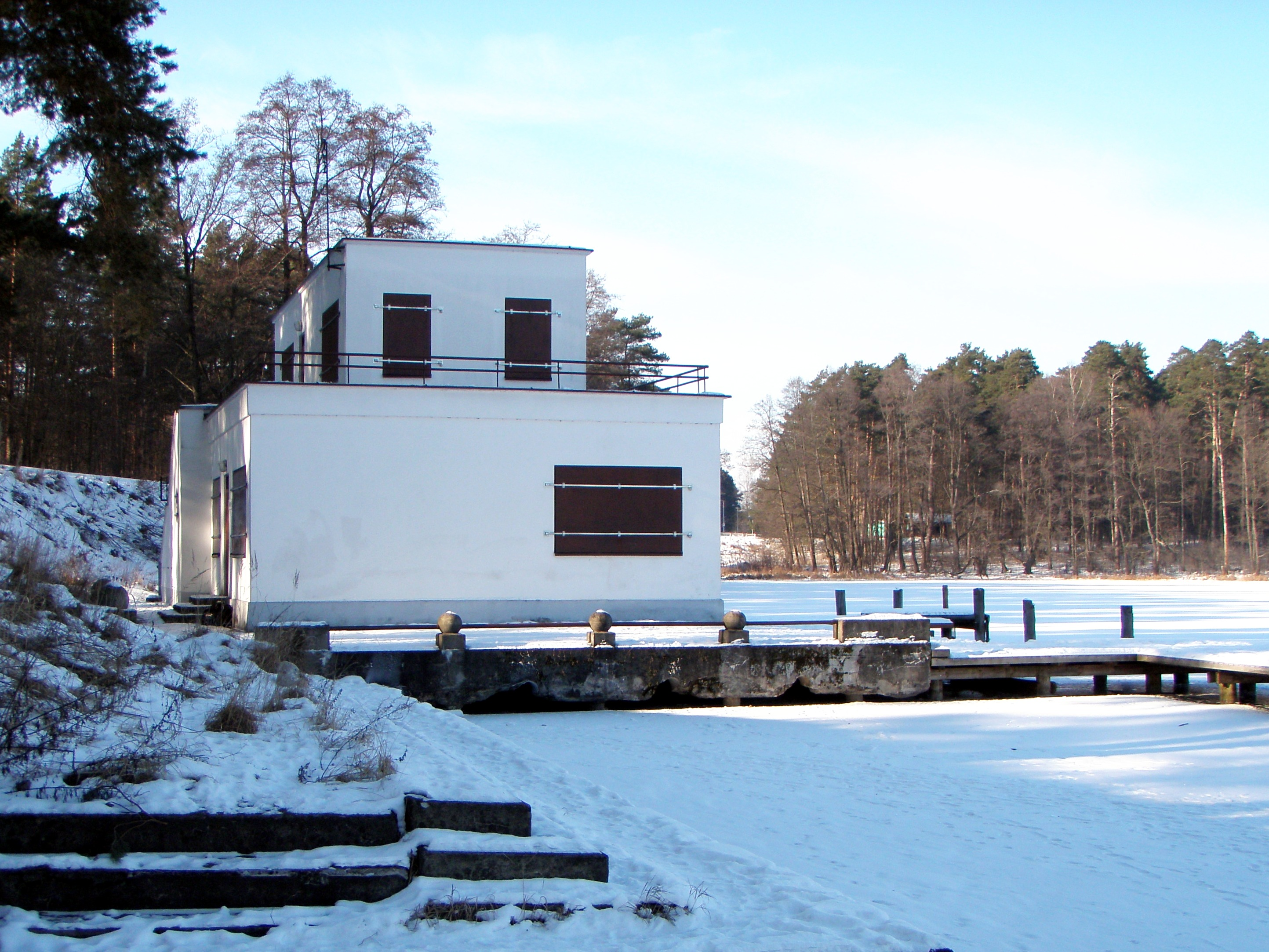
Biały domek, pierwotnie przystań żeglarska 1. Pułku Ułanów Krechowieckich

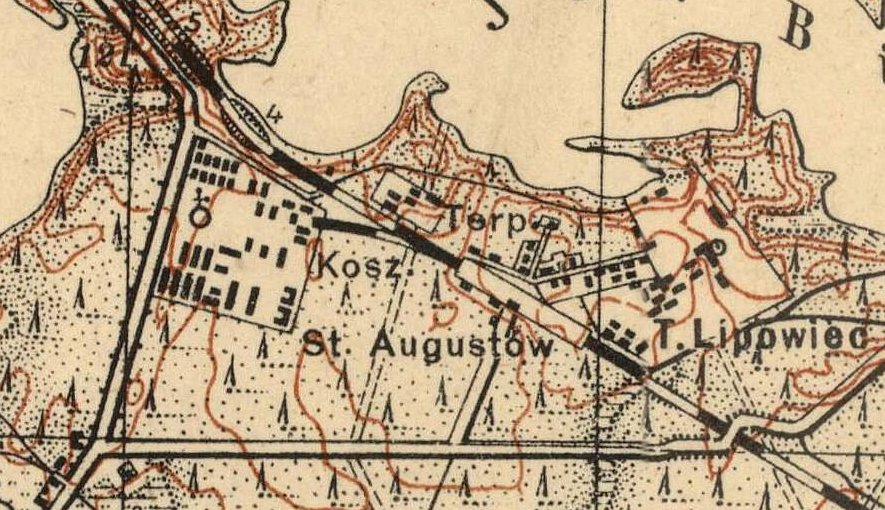
Koszary na mapie z 1929

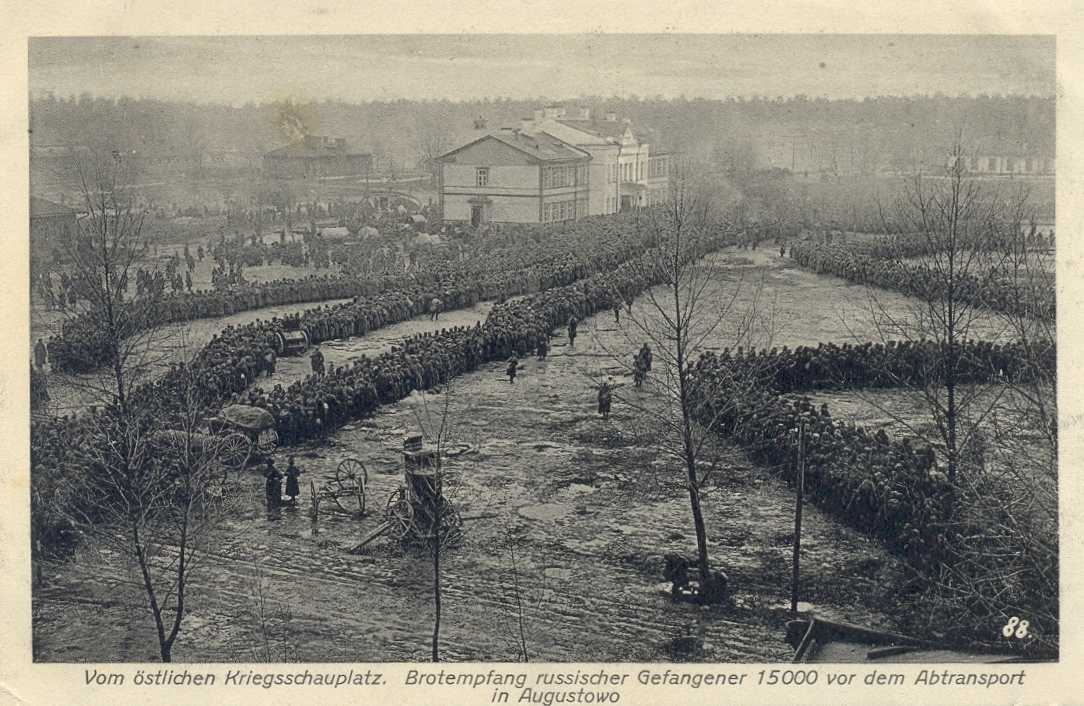
Jeńcy rosyjscy w koszarach w lutym 1915

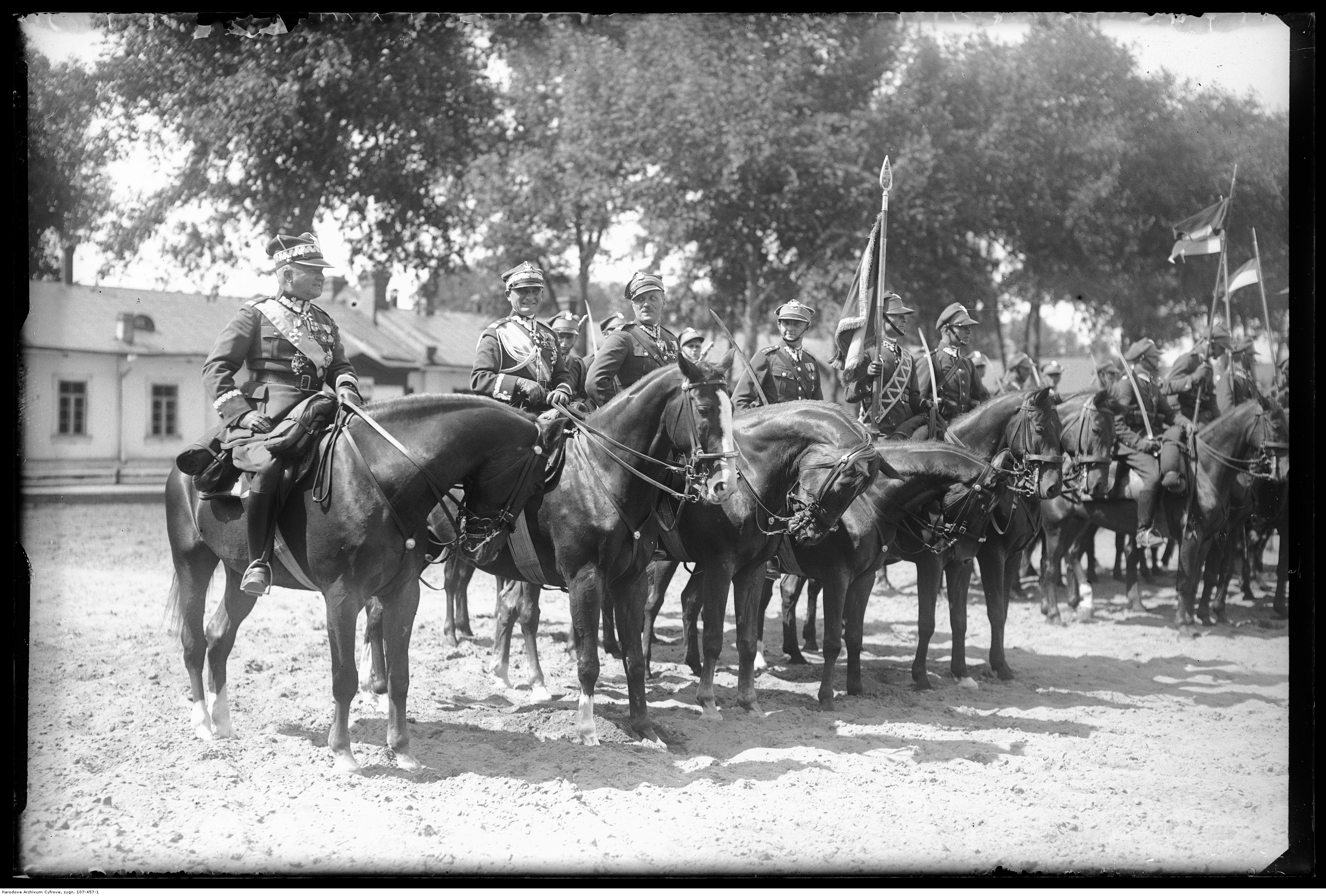
Obchody 15. rocznicy Bitwy pod Krechowcami, 24 lipca 1932

Garnizon Augustów – dawny garnizon w Augustowie, istniejący w XIX wieku i w II Rzeczypospolitej.

## Przed 1795
W czasach I Rzeczypospolitej Augustów nie miał większego znaczenia militarnego. Miasto nie posiadało umocnień ani budowli obronnych. Wojska przemieszczały się przez Augustów głównie w trakcie działań militarnych (potop szwedzki, III wojna północna, wojna o sukcesję polską). Augustów, jako miasto królewskie, był też zobowiązany do zapewnienia wojsku kwater zimowych.

## 1795-1830
Po III rozbiorze Polski Augustów znalazł się pod panowaniem Królestwa Prus (departament białostocki w Prusach Nowowschodnich). Władze pruskie umieściły w Augustowie szwadron z pułku tatarskiego. W czasach Księstwa Warszawskiego przez pewien czas przebywały w mieście pułki polskiej jazdy. Po utworzeniu Królestwa Kongresowego od wiosny 1815 do jesieni 1816 stacjonował w Augustowie 4 Pułk Ułanów dowodzony przez Jana Kozietulskiego. W związku z budową Kanału Augustowskiego, prowadzoną przez inżynierów wojskowych m.in. pod kierunkiem Ignacego Prądzyńskiego, w mieście w 1826 ulokowano 8. Kompanię Rzemieślników Wojskowych, składającą się ze 150 ludzi pod dowództwem Aleksandra Falińskiego. W 1827 przeniesiono do miasta dodatkowo z Zamościa 12. Kompanię Weteranów.

## 1830-1914
Po upadku powstania listopadowego zaczęły w Augustowie stacjonować wojska rosyjskie. Bezpośrednio po powstaniu przebywał w mieście Olwiopolski Pułk Huzarów i Pułk Gwardii Litewskiej, a następnie Hołoniewski Pułk Piechoty i Kostromski Pułk Jegrów. W 1834 utworzono w mieście Augustowską Komendę Inwalidów 9. Okręgu Straży Wewnętrznej, będącą formacją policyjną. Okresowo stacjonowały też w mieście pododdziały jednostek liniowych, takich jak:
- bateria 10 Brygady Artylerii(1834, 1838)
- 17 Pułk Kozaków (1839)
- 45 Pułk Kozaków (1843)
- 30 Pułk Kozaków (1845)
- Szkoła Fejerwerków 1 Dywizji Artylerii i sztab 8 Dońskiego Pułku Piechoty (1853)
- 2 batalion Niżegorodzkiego Pułku Piechoty (1860)
- Nowogieorgijewski Batalion Straży Wewnętrznej i 2 batalion Niżegorodzkiego Pułku (1862)

W 1843 dyslokowano pododdział artylerii z Augustowa do Lipska, zaś 1844 sztab pułku kozackiego do Suwałk. Liczebność wojsk rosyjskich w Augustowie wynosiła: w 1857 – 188 żołnierzy, w 1859 – 341 żołnierzy, w 1862 – 257 ludzi i 133 konie.
Od czasów powstania styczniowego wojska rosyjskie stacjonowały w Augustowie na stałe. W trakcie powstania i tuż po jego upadku w mieście rozlokowano 2 batalion z 24 Symbirskiego Pułku Piechoty i sotnię z 36 Pułku Kozaków Dońskich oraz pododdziały tyłowe z 23 Niżowskiego Pułku Piechoty i 10 Małorosyjskiego Pułku Piechoty. W 1867 jednostki te zastąpił 11 Fanagoryjski Pułk Grenadierów wraz z baterią z 3 Grenadierskiej Brygady Artylerii. Następnie oddziały te zluzował 2 Doński Pułk Kozaków. W 1888 służyło w nim 735 kozaków. Pogarszanie się stosunków rosyjsko-niemieckich sprawiło, że w 1893 do Augustowa został przesunięty z Grodna 104 Ustiudzki Pułk Piechoty. Oprócz tych dwóch jednostek w mieście przebywały też czasowo inne poddziały, m.in. 2 batalion ze 102 Wiatskiego Pułku Piechoty. W mieście kwaterował też 3 Oddział Wierzbołowskiej Brygady Straży Pogranicznej. W latach 1897–1901 rosyjski garnizon w Augustowie liczył ok. 3260 żołnierzy.
Początkowo wojska rosyjskie rozlokowane były w domach prywatnych, np. w 1864 wynajmowano pomieszczenia od 215 osób. W 1867 wybudowano przy ul. Młyńskiej drewniane koszary z budynkami krytymi dachówką oraz koniuszniami krytymi gontem. Po zwiększeniu garnizonu do dwóch pułków stały się one jednak niewystarczające. W 1894 powołano wojskową komisję budowlaną, która wykupiła od miasta fragment lasu w uroczysku Orzechówka przy szosie do Suwałk (obecnie Aleja kard. Wyszyńskiego na osiedlu gen. Bema) i rozpoczęła budowę murowanych koszar. Około 1896 rozpoczęto budowę cerkwi garnizonowej św. Mikołaja Cudotwórcy (obecnie katolicki kościół Matki Bożej Częstochowskiej). W latach 1897–1898 w pobliżu koszar powstała stacja kolejowa Augustów, leżąca na budowanej Kolei zaniemeńskiej. Linia ta miała głównie przeznaczenie wojskowe, łącząc garnizony rosyjskie w pobliżu granicy z Prusami. Dlatego też stację ulokowano obok koszar, ale w odległości kilku kilometrów od centrum miasta. Dalsza rozbudowa koszar była planowana na rok 1914, jednak nie doszła do skutku z powodu wybuchu I wojny światowej. W czasie wojny koszary stały się najpierw punktem koncentracji wojsk rosyjskich przed atakiem na Prusy w 1914. W lutym 1915 Augustów został zajęty przez Niemców, zaś w koszarach gromadzono jeńców i zdobytą broń. Obiekty koszarowe uległy dewastacji.

## 1921–1939
W 1921 w Augustowie ulokowano 1 Pułk Ułanów Krechowieckich. Kolejne jego pododdziały przybywały wraz z postępem remontu budynków koszarowych. Dobudowano też stajnie. W 1927 wyremontowano dawną cerkiew z przeznaczeniem na kościół garnizonowy. Zbudowana też została nowoczesna kryta ujeżdżalnia. W lesie w pobliżu torów kolejowych do Sajenka znajdował się teren ćwiczeń jednostki. Pułk wizytowali dowódcy i dostojnicy państwowi – w 1921 marszałek Józef Piłsudski, w 1923 prezydent Stanisław Wojciechowski, w 1925 gen. Władysław Sikorski, w 1929 i 1932 prezydent Ignacy Mościcki, w 1937 marszałek Edward Śmigły-Rydz. Augustów stał się też miejscem wypoczynku oficerów. Na przełomie lat 20. i 30. XX w. powstała nad Jeziorem Białym niewielka przystań (tzw. Biały Domek), zaś w latach 1935–1936 Oficerski Yacht Club – duży i nowoczesny obiekt hotelowy, zaprojektowany w stylu modernistycznym przez Juliusza Nagórskiego. W ramach jednostki w 1937 powstał Wojskowy Klub Sportowy Augustów. Zorganizowano też muzeum pułkowe.
Pułk współpracował z władzami oraz mieszkańcami miasta. Żołnierze pułku uczestniczyli w obchodach świąt państwowych i kościelnych, m.in. wystawiając na uroczystości pododdziały kawaleryjskie. Wojsko brało też udział w pracach publicznych, jak porządkowanie cmentarza, zagospodarowywanie stadionu szkolnego czy budowa stadionu miejskiego. Pułk współpracował również przy organizacji imprez dla miejscowej społeczności, jak „Dni Konia” i zawody hippiczne. W 1934, w uznaniu zasług pułku włożonych w rozwój Augustowa, zmieniono nazwę Jeziora Białego na Jezioro Krechowieckie.

## Po 1945
Po II wojnie światowej zmienił się układ granic w pobliżu Augustowa. Część Prus Wschodnich została włączona do Polski, zniknęła więc granica polsko-pruska, znajdująca się od czasów średniowiecza na zachód od miasta. Około 30 km na wschód przebiegała nowa granica ze Związkiem Radzieckim, z którym Polska Rzeczpospolita Ludowa była związana od 1955 sojuszem w ramach Układu Warszawskiego. Augustów stracił więc znaczenie militarne, znajdując się na dalekich tyłach możliwego zimnowojennego konfliktu. W związku z tym w mieście nie stacjonował na stałe większy garnizon, zaś budynki koszarowe przekazano na cele przemysłowe, edukacyjne i mieszkaniowe.
Bezpośrednio po zakończeniu działań wojennych w augustowskich koszarach mieścił się punkt noclegowo-wypoczynkowy dla oddziałów Armii Czerwonej, wracających z Prus Wschodnich do ZSRR. W trakcie obławy augustowskiej w mieście znajdowały się jednostki NKWD. W dawnym Oficerskim Yacht Clubie mieścił do lat 90. XX w. Wojskowy Dom Wypoczynkowy. W tzw. Domu Turka przy obecnej ul. 3 Maja znajdowała się strażnica odwodowa Wojsk Ochrony Pogranicza, przekształcona w 1991 w samodzielną strażnicę odwodową Straży Granicznej.